# Gephyromantis boulengeri
Gephyromantis boulengeri es una especie de anfibios de la familia Mantellidae.
Es endémica de Madagascar.
Su hábitat natural incluye bosques bajos y secos, montanos tropicales o subtropicales secos, plantaciones, zonas previamente boscosas ahora muy degradadas y con vegetación introducida.
Está amenazada de extinción por la pérdida de su hábitat natural.